# Rob the Mob
Pour plus de détails, voir Fiche technique et Distribution.
Rob the Mob est un film américain réalisé par Raymond De Felitta (en), sorti en 2014.

## Fiche technique
- Titre : Rob the Mob
- Réalisation : Raymond De Felitta (en)
- Scénario : Jonathan Fernandez
- Musique : Stephen Endelman
- Pays d'origine : États-Unis
- Genre : drame
- Date de sortie : 2014

## Distribution
- Michael Pitt : Tommy Uva
- Nina Arianda : Rosie
- Andy García : Big Al
- Ray Romano : Jerry Cardozo
- Griffin Dunne : Dave Lovell
- Michael Rispoli : Sal
- Yul Vazquez : Vinny Gorgeous
- Frank Whaley : Agent Frank Hurd
- Samira Wiley : Agent Annie Bell
- Brian Tarantina (en) : Ronnie
- Aida Turturro : Anna
- Burt Young : Joey D
- Cathy Moriarty : Constance Uva
- Jeremy Allen White : Robert Uva
- Aimee Mullins : Carrie
- John Tormey : Ricky Lollipops
- Bruce Altman : Procureur Gotti
- Bill Raymond : Prêtre